# Kalimba

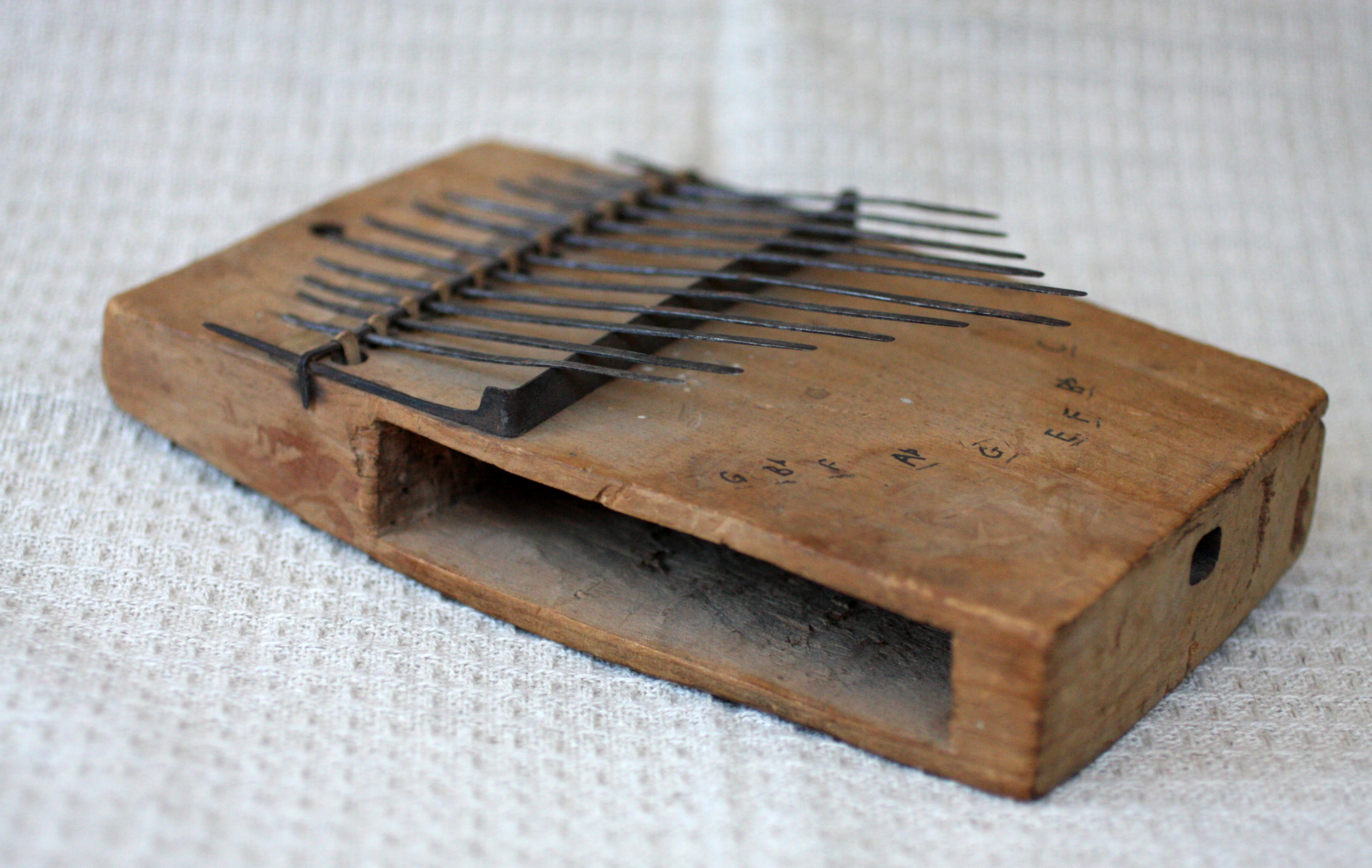
Egy tipikus afrikai kalimba (Kongó)

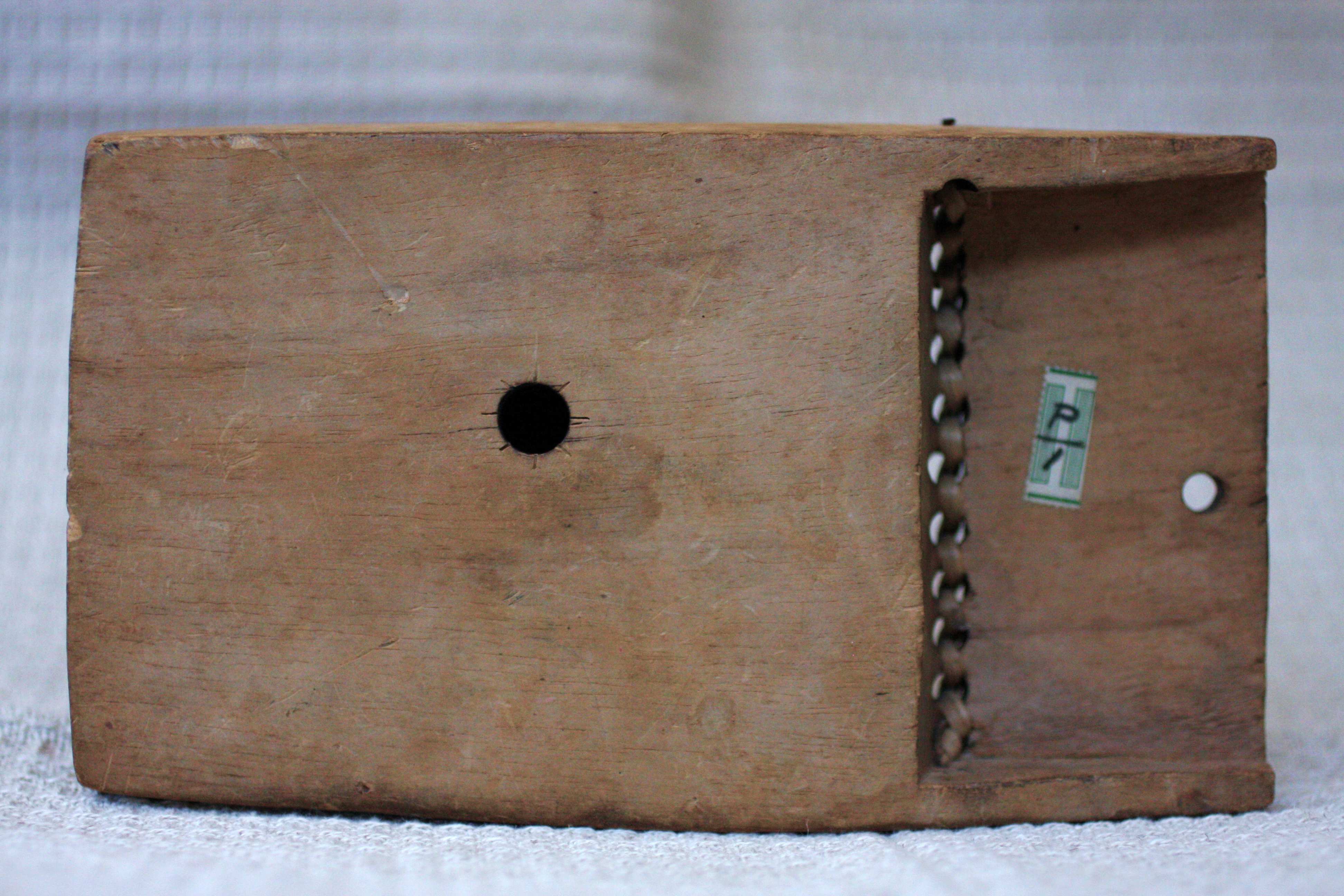
Az alján elhelyezett hangnyílás

A kalimba vagy másképp mbira vagy magyarul hüvelykzongora vagy ujjzongora afrikai eredetű idiofon, ezen belül is lamellofon hangszercsoport. Megszólaltatása kézben tartva (gyakran hüvelyk)ujjal történik. Számos változata ismert. A hangszertest vagy rezonáns általában fából készül. Többnyire üreges, de lehet tömör is, néha kultikus okokból ember vagy más alakúra faragták. A felső sík lapjára sorba különböző hosszúságú fém vagy fa nyelveket (lamella) illesztenek. A hang magasságát a nyelvek hossza határozza meg. Hosszabbakat (mélyebb hangúakat) középre, majd a széle felé haladva az egyre rövidebbeket (magasabb hangúakat) váltakozva jobbra és balra. Ezeket pengetik, a rezgést a hangszekrény erősíti fel. Az afrikai változatok testébe néha magvakat vagy kavicsot tesznek. A hangerő növelése érdekében szokták félbevágott lopótökbe rögzíteni. Standardizálását az 1950-es években kezdték.

## Névváltozatai
Más megnevezései: mbila, mbira, marimba, karimba, karimbao, likembe, okeme, nhare, matepe, njari, sansu, zanzu, ubo, limba. Nagyobb változatai az afroamerikai changüí vagy a marímbula.

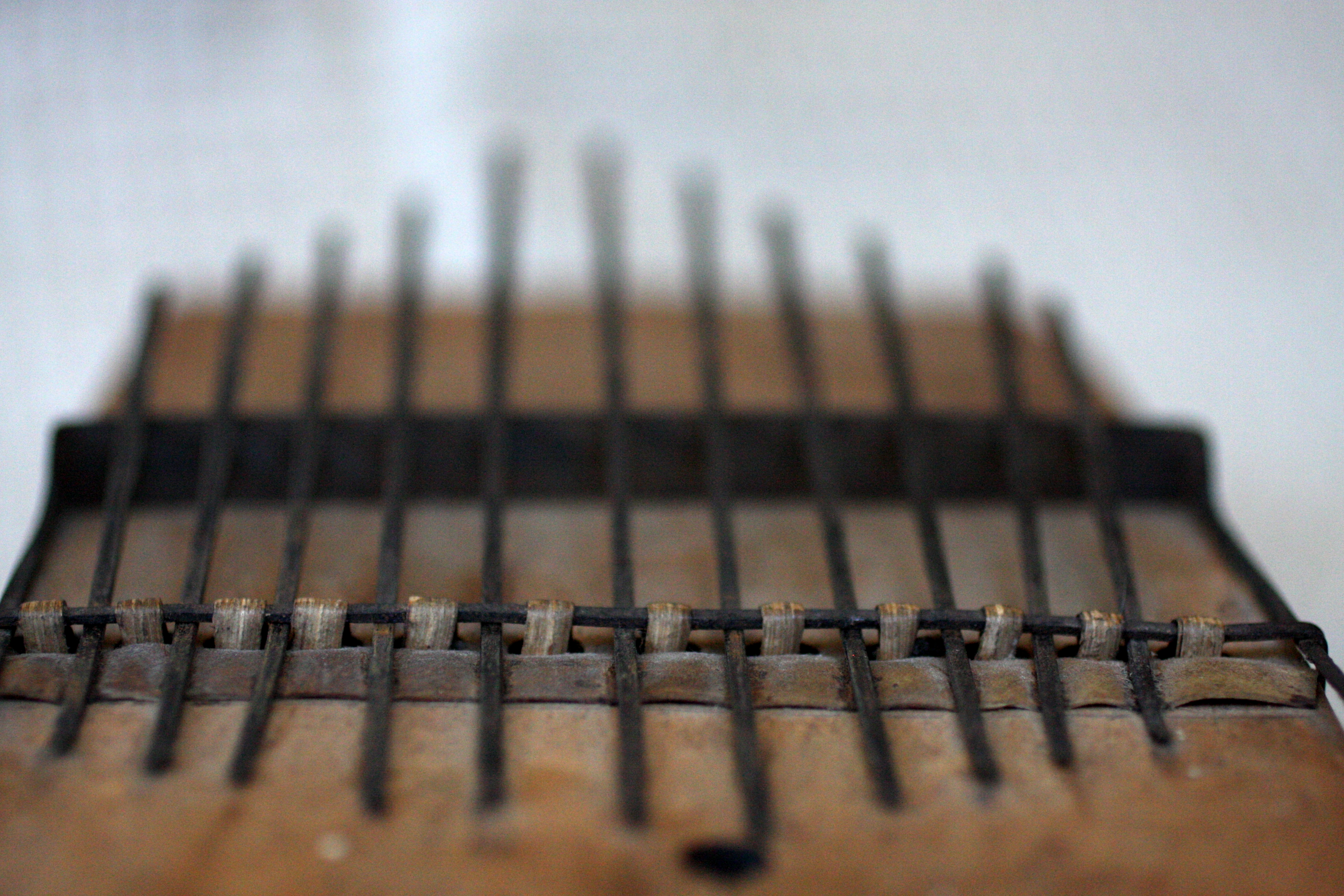
A kalimba lamelláinak egyik rögzítési módja